# مارك كاميرون
مارك كاميرون (31 يناير 1981 في أستراليا - ) (بالإنجليزية: Mark Cameron)‏ هو لاعب كريكت أسترالي. لعب مع فريق جنوب ويلز الجديد للكريكت ‏.

## وصلات خارجية
- مارك كاميرون على موقع إي آس بي آن كريك إنفو (الإنجليزية)